# Live! (альбом Винни Мура)
Live! — первый и на данный момент единственный концертный альбом американского гитариста Винни Мура, выпущенный 25 января 2000 года на Shrapnel Records. В альбом вошли композиции, сыгранные Муром на концертах 5 и 6 мая 1999 года в клубе The Edge, расположенном в Пало-Альто, Калифорния, во время тура в поддержку альбома The Maze.

## Список композиций
Вся музыка написана Винни Муром.
| №                   | Название                  | Длительность |
| ------------------- | ------------------------- | ------------ |
| 1.                  | «The Thinking Machine»    | 3:58         |
| 2.                  | «The Maze»                | 6:37         |
| 3.                  | «Cryptic Dreams»          | 4:47         |
| 4.                  | «Meltdown»                | 3:37         |
| 5.                  | «Never Been to Barcelona» | 4:32         |
| 6.                  | «She's Only Sleeping»     | 3:31         |
| 7.                  | «VinMan's Brew»           | 6:34         |
| 8.                  | «Check It Out!»           | 5:14         |
| 9.                  | «Rain»                    | 4:24         |
| 10.                 | «Daydream»                | 2:52         |
| 11.                 | «Watching from the Light» | 4:32         |
| 12.                 | «With the Flow»           | 4:22         |
| Общая длительность: | Общая длительность:       | 55:00        |

## Участники записи
- Винни Мур — гитара
- Уэйн Финдлэй — клавишные
- Барри Спаркс — бас-гитара
- Шейн Гаалаас — ударные, перкуссия

Производство
- Мэт Даймонд — звукорежиссёр
- Пол Орофино — микширование, мастеринг